# Aglasterhausen
Aglasterhausen – miejscowość i gmina Niemczech, w kraju związkowym Badenia-Wirtembergia, w rejencji Karlsruhe, w regionie Rhein-Neckar, w powiecie Neckar-Odenwald, siedziba związku gmin Kleiner Odenwald. Leży pomiędzy Kraichgau a Odenwaldem, ok. 10 km na zachód od Mosbach, przy drodze krajowej B292.

## Galeria

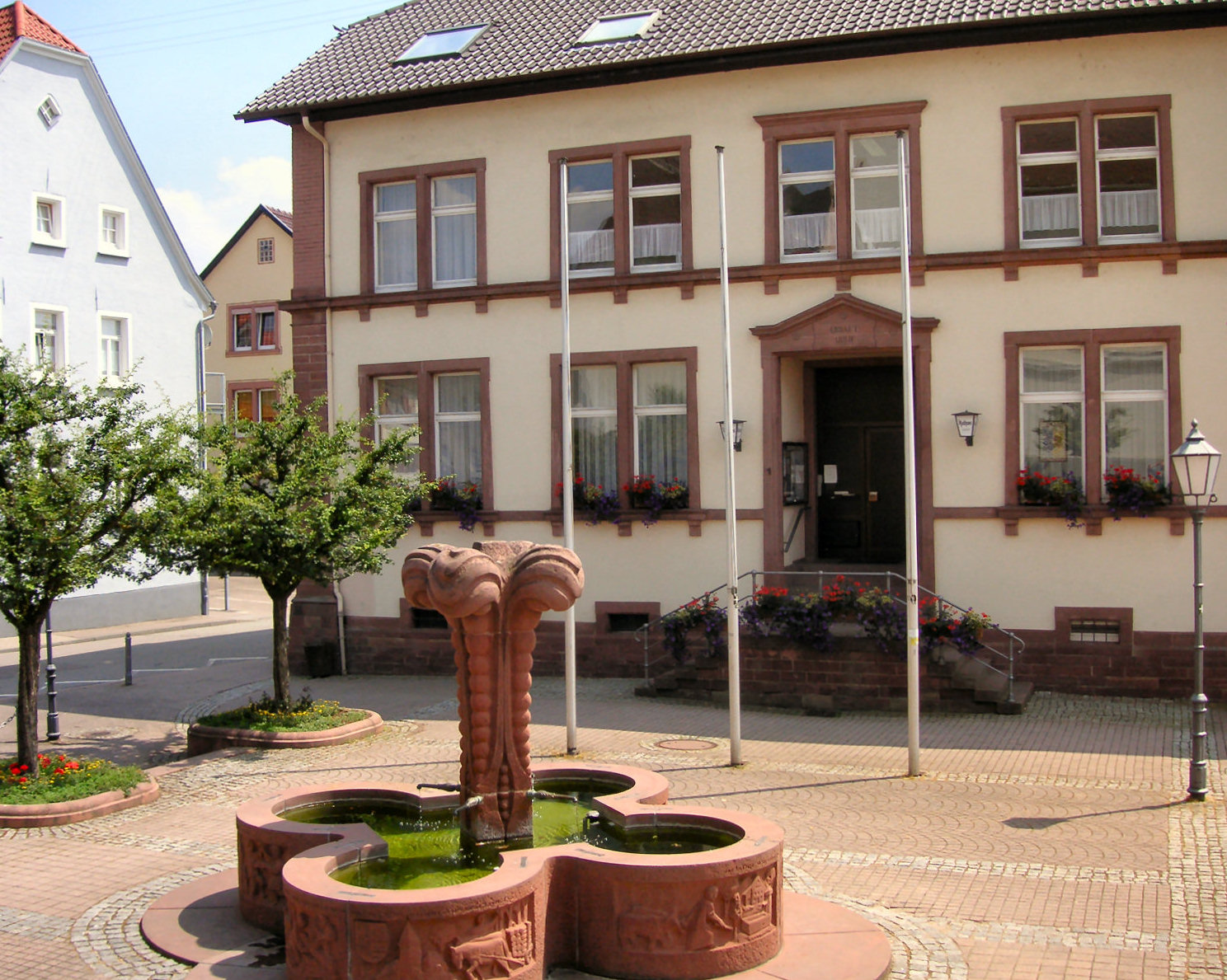
Ratusz
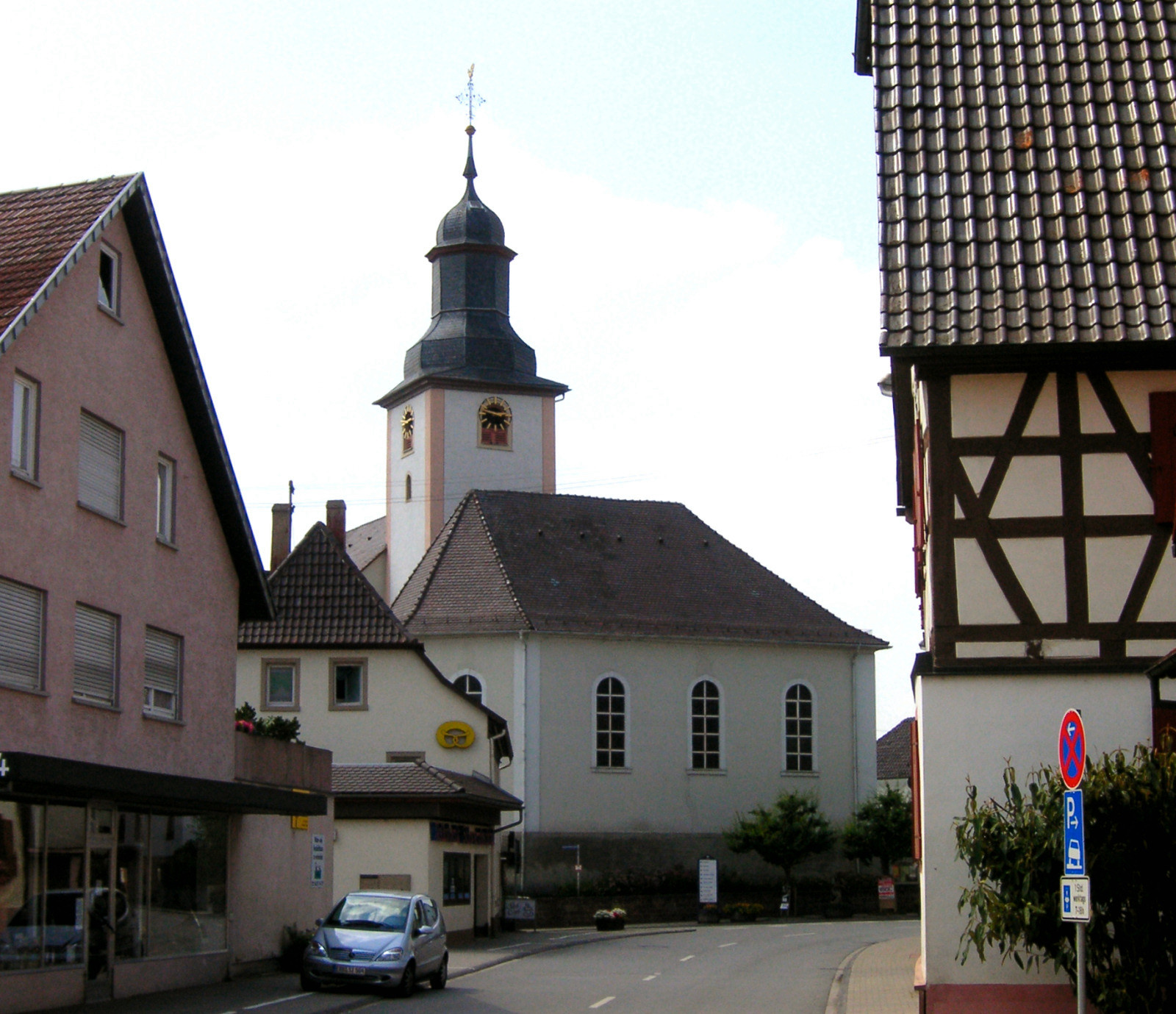
Kościół ewangelicki